# Taxireklame
Begrebet taxireklame stammer fra marketingsektoren og omfatter samtlige reklameformer i, på og om taxier. Det hører til udendørsreklame (eller Out-of-home); de mangsidige taxireklameformer kan dog indordnes under underformen transportmiddelreklame og Ambient Media (reklame i målgruppens levekreds).
Nogle taxicentraler og taxiselskaber udnytter hhv. sælger selv deres reklamepladser. I reglen er det dog regionale eller landsdækkende udbydere som udlejer reklamepladserne − direkte eller gennem medieagenturer hos reklamedrivende firmaer eller organisationer.

## Taxireklameformer
- Sidereklame: Sidereklame på taxier i klassisk, rektangulært format har omtrent de synlige mål 1600 x 300 mm. Her benyttes som oftest selvklæbende ikke-permanent folie. Alternative, som oftest større, formater dækker for eksempel de komplette fire sidedørsflader under ruderne eller i kombination med rudereklame også hele de bageste sidedøre.
- Tagreklame: Alt efter udbyder forskellige modeller. I reglen todimensionel reklame hhv. udskiftelige plakater med synlighed fra siden monteret i forbipasserendes hovedhøjde. Fra simple papskilte til permanente påbygninger med udskiftelige plakater.
- Kabinereklame: Brochuredispenser i forskellige udførelser. Monteret bag på forsædernes ryglæn. Mangsidig, også tredimensionelle nakkkestøttebetræk.
- Rudereklame: Her benyttes klæbefolier med tryk på den udvendige side, som på grund af deres specielle struktur bevarer trafiksikkert udsyn fra den indvendige side. Disse folier klæbes i reglen på de bageste sideruder, som enkelt motiv eller del af en komplet sidereklame med motivovergang på dørfladen.
- Totalbranding: Komplet reklame (eller branding) på samtlige reklameflader på og i taxien efter kundens design og ønske. I første række fri placering på hele taxiens synlige ydre. Teknik og materiale ligesom ved sidereklame. Alt efter kundens ønske kombineret med andre reklameformer som f.eks. tag- og kabinereklame. Ved bestemte aktionstider som f.eks. messer eller events udvides den kompletfolierede taxis "normale" tjenesteydelse ofte også med shuttleservice til bestemte målgrupper af kunder.
- Digitalt taxi-tv: I mange byer monteres der små billedskærme på forsædernes nakkestøtter, som under kørslen skifter mellem et mix af aktuelle nyheder, informationer om lokale begivenheder som f.eks. kultur, gastronomi samt reklamer fra firmaer. Det sendte program kan afstemmes efter specielle byer, tidsmæssige faktorer eller målgrupper.